# Thổ Nhĩ Kỳ xâm lược Síp
Thổ Nhĩ Kỳ xâm lược Síp  (tiếng Thổ Nhĩ Kỳ: Kıbrıs Barış Harekâtı, n.đ. 'Chiến dịch Hòa bình Síp' và theo tiếng Hy Lạp: Τουρκική εισβολή στην Κύπρο, tên mã được Thổ Nhĩ Kỳ đặt là Chiến dịch Attila, tiếng Thổ Nhĩ Kỳ: Atilla Harekâtı) là một cuộc xâm lược quân sự Thổ Nhĩ Kỳ tiến hành ở đảo Síp, được tiến hành vào ngày 20 tháng 7 năm 1974, sau cuộc đảo chính Síp vào ngày 15 tháng 7 năm 1974.
Cuộc đảo chính đã được lệnh của Hội đồng quân đội ở Hy Lạp và do Cảnh sát Quốc gia Síp tổ chức kết hợp với EOKA-B. Cuộc đảo chính đã lật đổ Tổng thống người Síp, Tổng giám mục Makarios III và đã đưa Makarios III và đưa người ủng hộ Enosis Nikos Sampson lên thay.. Mục đích của cuộc đảo chính là Hy Lạp sáp nhập hòn đảo này, và Cộng hòa Síp Hy Lạp được tuyên bố.
Vào tháng 7 năm 1974, lực lượng Thổ Nhĩ Kỳ xâm chiếm và chiếm 3% hòn đảo trước khi lệnh ngừng bắn được tuyên bố. Chính quyền quân sự của Hy Lạp bị thất thủ và được thay thế bằng một chính phủ dân chủ. Vào tháng 8 năm 1974, một cuộc xâm lăng của Thổ Nhĩ Kỳ dẫn đến việc chiếm khoảng 40% hòn đảo. Cuộc ngừng bắn từ tháng 8 năm 1974 trở thành Khu vực đệm của Liên Hợp Quốc tại Síp và thường được gọi là Tuyến Xanh.
Khoảng 150.000 người (chiếm hơn ¼ tổng dân số Síp, và 1/3 dân số người gốc Hy Lạp) bị trục xuất khỏi vùng phía bắc của hòn đảo, nơi người Síp gốc Hy Lạp chiếm 80% dân số. Một năm sau đó vào năm 1975, khoảng 60.000 người Síp gốc Thổ Nhĩ Kỳ, chiếm 1/2 dân số người Síp Thổ Nhĩ Kỳ, đã bị di cư từ nam vào bắc. Cuộc xâm lăng của Thổ Nhĩ Kỳ đã kết thúc trong việc phân chia Síp dọc theo "Tuyến Xanh" của Liên Hợp Quốc, khu vực này vẫn còn phân chia Síp và thành lập chính quyền Síp Thổ Nhĩ Kỳ tự trị thực tế ở phía Bắc. Năm 1983, Cộng hòa Bắc Síp Thổ Nhĩ Kỳ tuyên bố độc lập, mặc dù Thổ Nhĩ Kỳ là quốc gia duy nhất công nhận quốc gia này. Cộng đồng quốc tế xem lãnh thổ của TRNC như lãnh thổ Thổ Nhĩ Kỳ chiếm đóng Cộng hòa Síp. Việc chiếm đóng này được coi là bất hợp pháp theo luật pháp quốc tế, dẫn đến chiếm đóng bất hợp pháp lãnh thổ Liên minh Châu Âu do Síp đã trở thành thành viên của Liên minh này.
Tên mã của Lực lượng Vũ trang Thổ Nhĩ Kỳ xâm lược là Chiến dịch Atilla. Những người nói tiếng Thổ Nhĩ Kỳ cũng gọi chiến dịch này là "Chiến dịch Hoàn bình Síp" (Kıbrıs Barış Harekâtı) hay "Chiến dịch Hòa bình" (Barış Harekâtı) hay "Chiến dịch Síp" (Kıbrıs Harekâtı), khi Thổ Nhĩ Kỳ thực hiện hành động quân sự trên cớ gìn giữ hòa bình.